# Британський протекторат Бруней
Британський протекторат Бруней був проголошений 1888 року королевою Вікторією на прохання султана Хашима Джалілуля Алама Акамаддіна задля захисту Брунейського султанату від територіальних зазіхань білих раджів Сараваку та компанії Північного Борнео. Протекторат існував до проголошення незалежності Брунею 1984 року, з перервою на японську окупацію 1941-1945. У 1950-ті британський уряд почав готувати Бруней до незалежності, сподіваючись, що він увійде до складу Малайської Федерації. Утім після брунейського повстання 1962 року, султан виступив за продовження протекторату та поступовий перехід до повної незалежності. Представництво Британії здійснювалося через інститут резидентів, у 1948 році об'єднаний з губернатором інших британських територій Борнео. 

## Передумови створення протекторату
Раджа Сараваку Чарльзу Брук до середини 1880-х років захопив більшу частину території Брунею на південний захід від столиці. Натомість Компанія Північного Борнео анексувала більшість території на північному сході країни. Попри оголошення султаном Абдулом Моміном аманату - нерозривного зв'язку між султаном і землею, територіальні втрати тривали. У зв'язку з цим султан Хашим Джалілуль Алам Акамаддін, що вступив на престол 1885 року почав вимагати від британського уряду захисту. Спочатку британці були мало зацікавлені, але султан погрожував звернутися за захистом до США та Османської імперії. Тоді до Брунею було вислано посольство, яке узгодило умови протекторату.

## Історія

### Усталення протекторату
Перші роки британські консули були неактивні в захисті країни, а до місцевого населення ставилися зневажливо. Це призвело до того, що Сараваку вдалося 1890 року захопити останню цінну територію Брунейського султанату — Лімбанг, що призвело до розділення території країни на дві непов'язані між собою суходолом. У 1902 року Чарлз Брук вимагав у султана передати йому Белайт та Тутонг. Наприкінці 1880-х років Бруктонські копальні вугілля поблизу Муари були викуплені Бруком і фактично приєднані до Сараваку, а звільнити їх Брунею вдалося лише 1921 року.
Після введення системи британських резидентів відбулася також зміна судового законодавства в бік англійського права

### Довоєнний період
Призначений у 1904 році британським консулом у Брунеї Малкольм Макартур домігся у 1906 році підвищення свого статусу представника до британського резидента та підвищення статусу протекторату в очах лондонського уряду. Таким чином, було припинено знищення країни.
При цьому вся виконавча влада знаходилася в руках резидента, а в султана залишалася лише формальна влада, а також нагляд за релігійним та традиційним життям.

### Друга світова війна
З грудня 1941 року до травня 1945 року Бруней був окупований Японією як і всі інші території Борнео.

### Початок деколонізації
У післявоєнний період Британія взяла курс на надання незалежності своїм азійським колоніям і залежним територіям. У 1948 році британці сформували Малайську Федерацію на Малайському півострові, 1957 року вона проголосила незалежність, а в 1963 році мала об'єднатися з британськими територіями на північному Борнео, утворивши державу Малайзія. Протекторат Бруней за задумом уряду Федерації також мав приєднатися до нової держави. Утім, у Брунеї різні політичні течії виступали як на користь, так і проти приєднання. Британці ж проводили лінію об'єднання Брунею з Малайзією принаймні до 1965 року.
1 травня 1948 року британці встановили єдину адміністрацію для Брунею та Сараваку, об'єднавши посади резидента та губернатора, що одразу викликало невдоволення султана Ахмада Таджуддіна та його двору. Подальші спроби Великої Британії проводити політику спільних засідань керівників усіх трьох територій Борнео та вести розмови про федерацію територій Північного Борнео призвели до ще більшого невдоволення в Брунеї. Після спільного засідання керівників Сараваку, Сабаху та Брунею 23 квітня 1953 року низка газет вийшли з тезами про підготовку об'єднання трьох територій. Натомість султан Омар Алі Сайфуддін III заявив, що жодне об'єднання не є можливим. Уряд Брунею боявся потрапити в залежність від Сараваку, який ще 120 років до того був залежним від Брунею, а також понизити статус країни від протекторату до колонії. Крім того, як і в континентальній Малаї, султан боявся збільшення відсотку китайців та немусульман у країні, до того ж потреба ділитися доходами з бідними регіонами викликала заперечення, попри завірення британського резидента Ентоні Абелла, що такої необхідності не буде.
Зважаючи на загрозу поглинання, султан виступив з ініціативою створення конституції. Резидент Ентоні Абелл підтримав ідею, оскільки сподівався вплинути на процес написання, зсунути Бруней убік конституційної монархії з вільними виборами, підвищити роль резидента. Але у вересні 1959 року було прийнято конституцію Брунею, за якою практично вся влада належала султану, роль резидента нівелювалася, а його адміністративні функції передавалися головному міністру (малай. Mentri Besar), який мав бути етнічним малайцем. Резидент, який мав стати «верховним комісаром» на той момент, був дуже незадоволений таким ходом султана, тому всіляко заважав прийняттю конституції.
Разом із прийняттям конституції британська адміністрація зажадала перепідписання британсько-брунейського договору від 1906 року. Новий договір 1959 року передбачав, що британський верховний комісар і надалі буде відповідати за зовнішню та військову політику Брунею.

### Брунейське повстання
У 1956 році було створено Народну партію Брунею на чолі з Шейхом Азахарі, який виступав за якнайшвидшу незалежність Брунею разом зі Сараваком та Північним Борнео, а також мав зв'язки з президентом Індонезії Сукарно.
У травні 1961 року прем'єр-міністр Малайської Федерації Абдул Рахман закликав об'єднатися Малаї, Сінгапуру, Брунею, Сараваку та Північному Борнео в єдину державу. Султан Брунею Омар Алі Сайфуддін III, який був проти об'єднання з Сараваком та Сабахом, але прихильно ставився до Малаї, узяв час на вивчення цієї пропозиції, але Народна партія та Азахарі висловили рішучий протест. Єдиною можливою умовою об'єднання Азахарі вважав створення цілісного суб'єкта федерації на півночі Борнео, який би міг опиратися інтересам як континентальних малайців, так і китайської меншини. Для цього Народна партія стала співпрацювати з Об'єднаною народною партією Сараваку (англ. Sarawak United People's Party) та Об'єднаною кадазанською організацією Північного Борнео (англ. United Kadazan Organisation of North Borneo). 9 липня ці групи започаткували Об'єднаний фронт Борнео.
У січні 1962 року Азахарі був уведений до Законодавчої Ради Брунею, а в серпні того ж року відбулися перші вибори до парламенту, 16 з 33 місць у якому виграла Народна партія.
У грудні 1962 року виступом у Лімбангу та Серіа почалося за закликом Народної партії Брунею Брунейське повстання. Повстання було інспіровано та підтримано Індонезією, яка опиралася утворенню малайської держави. Але султан Омар Алі Сайфуддін III не підтримав заколот та за допомогою британської армії придушив повстання. Втім у 1963 році султан вирішив відмовитися від приєднання Брунею до Малайзії.
Після повстання дія Конституції була тимчасово призупинена, а британці сприяли усуненню занадто самостійного султана Омара Алі Сайфуддіна III, який під тиском зрікся престолу 1967 року на користь свого сина Хассанала Болкіаха. Утім новий султан виявився ще рішучішим прихильником незалежності та домігся її проголошення у 1984 році.

## Економіка
Наприкінці XIX століття Бруней був у економічному занепаді. У країні не було доріг, кількість мешканців зменшувалася. Активні дії перших резидентів привели до появи нових галузей економіки та осучасненню способу життя.
У 1930-ті роки на шельфі поблизу Брунею було знайдено нафту, що позитивно вплинуло на економічний розвиток країни.
У 1950-ті - 1970-ті роки тривала індустріалізація. У 1972—1973 роках запрацював завод зі скраплення природного газу в Лумуті, мукім Ліанг, у 30 км на схід від Серіа.

## Підготовка до незалежності
У листопаді 1977 року Генеральна асамблея ООН звернулася до Великої Британії з вимогою дозволити політичним біженцям повернутися до Брунею та провести в країні вільні вибори.
У січні 1979 році перемовини щодо незалежності завершилися підписанням Договору про дружбу та співпрацю між Брунеєм та Великою Британією, одним з пунктів якого було проголошення незалежності Брунею за 5 років. Разом із тим 1982 року султан затвердив Акт внутрішньої безпеки (англ. Internal Security Act), який поглиблював надзвичайний стан, що зберігався з 1962 року, дозволяючи політичні арешти та пригнічення політичних діячів без рішень суду.